# Friedrich Klemm
Pour les articles homonymes, voir Klemm (homonymie).
Friedrich Klemm (né le 22 janvier 1904 à Mulda en royaume de Saxe; † 16 mars 1983 à Munich) est un archiviste allemand, et l'un des plus éminents historiens de techniques du XXe siècle. Il est responsable des archives du Musée allemand de Munich.

## Biographie
Klemm soutient sa thèse d'économie en 1929 à l'Université de Marbourg.
À partir de 1932, il travaille pour la bibliothèque du Deutsches Museum de Munich (qui possède déjà plus de 100 000 volumes), dont il devient le directeur en 1950 à son retour de captivité. Il s'y affaire à la confection d'un fonds de documents exceptionnels (les Libri Rari, antérieurs à 1750) relatifs aux débuts des sciences de la nature et à l'histoire des techniques. Il occupe d'ailleurs la chaire d'histoire des techniques de l'université de Munich.
Il est élu membre de l'Académie Léopoldine en 1964, et récompensé de la médaille Leonardo da Vinci de la Society for the History of Technology en 1975.

## Écrits
- (de) Technik. Eine Geschichte ihrer Probleme, vol. II/5, Fribourg-en-Brisgau et Munich, Verlag Karl Alber, coll. « Orbis academicus », 1954
- (de) en coll. avec Armin Hermann, Briefe eines romantischen Physikers. Johann Wilhelm Ritter an Gotthilf Heinrich Schubert und an Karl von Hardenberg, Munich, Moos, 1966.
- (de) Geschichte der Technik : der Mensch und seine Erfindungen im Bereich des Abendlandes., Rowohlt 1983 (réimpr. Rowohlt 1989, éd. Teubner 1998)
- Zur Kulturgeschichte der Technik – Aufsätze und Vorträge 1954–1978. Deutsches Museum (1979, rééd.1982)
- (éditeur sc.) Die Technik der Neuzeit. 3 volumes, éd. Athenaion, Potsdam 1941